# Arthur Ayrault
Arthur Ayrault   (Long Beach, 21 de gener de 1935 - Seattle, 24 de febrer de 1990) fou un remer estatunidenc que va competir durant la dècada de 1950.
El 1956 va prendre part en els Jocs Olímpics d'Estiu de Melbourne, on guanyà la medalla d'or en la prova del dos amb timoner del programa de rem. Formà equip amb Conn Findlay i Armin Seiffert. Quatre anys més tard, als Jocs de Roma, guanyà la medalla d'or en la prova del quatre sense timoner. En aquesta ocasió formà equip amb Ted Nash, John Sayre i Rusty Wailes.
El 1956 es va llicenciar en filosofia a la Universitat Stanford i posterior va fer un màster en educació a la Universitat Harvard. Una vegada retirat de la vida esportiva passà a exercir de professor primer i després de director, fins a la seva mort el 1990, a la Lakeside School de Seattle, Washington. Alguns dels alumnes que va tenir foren Bill Gates i Paul Allen, cofundadors de Microsoft Corporation. El 1980 la Washington State Association for Supervision and Curriculum va guardonar Ayrault pel seu destacat paper en l'educació.